# Pentelejkon

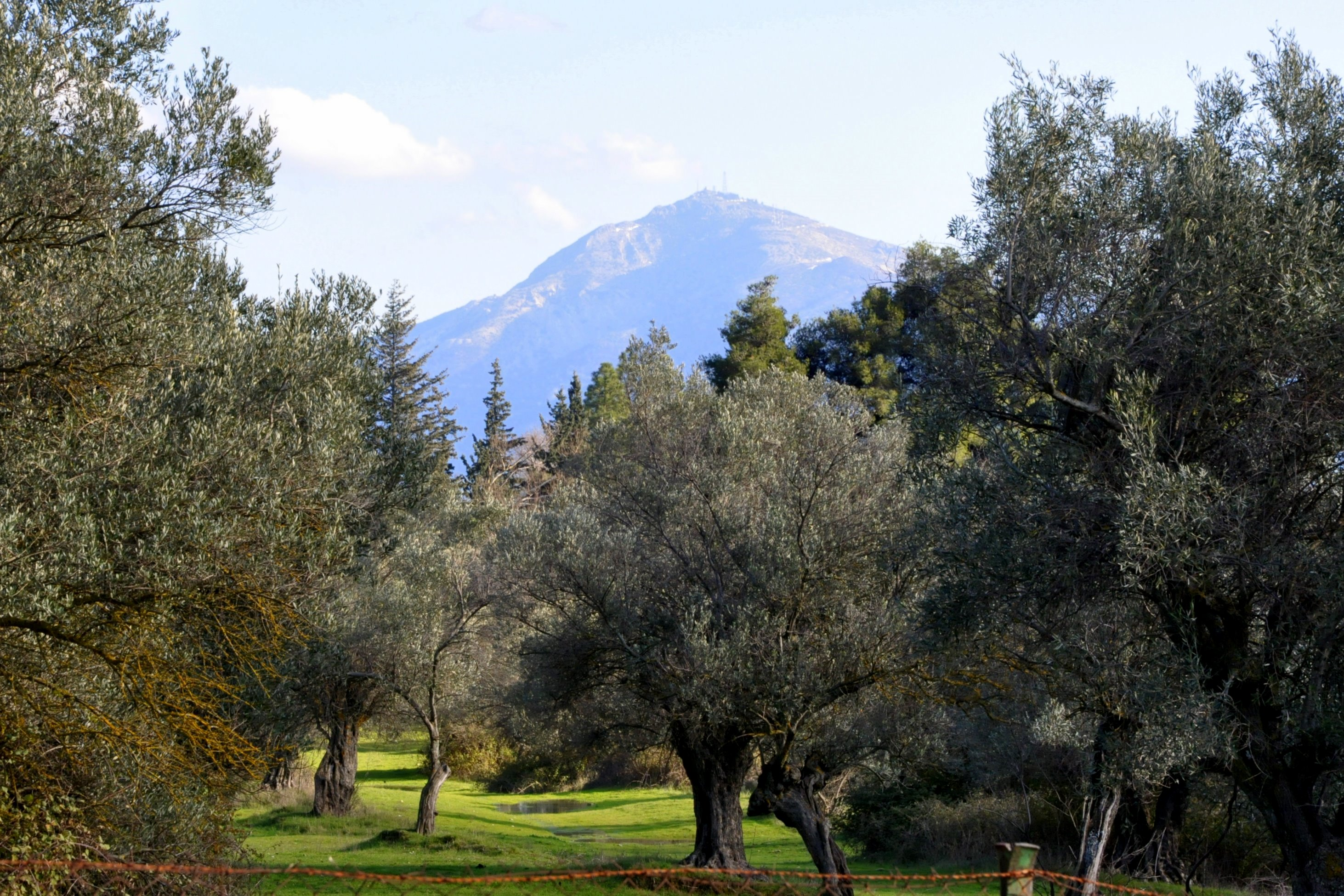
Pentelejkon widziany z dawnych dóbr królewskich w Tatoi, zieloną, grecką zimą (koniec stycznia)

Pentelejkon, (gr. Πεντελικό όρος – Penteliko oros lub Pendeli, st.gr  Pentelikon) – góra znajdująca się w Grecji częściowo w granicach północno-wschodniej części Wielkich Aten. Na jej zboczach leży m.in. gmina  Πεντέλη – Pendeli od której szczyt wziął swą nazwę (gr.: Pentelikon – "należący do Penteli"). Od starożytności, północna część góry (z Aten niewidoczna) stanowi miejsce działalności kamieniołomu i kopalni marmuru pentelickiego. W  V w.p.n.e. przywódca Ateńczyków Perykles sprowadził z niej, do odbudowy miasta, po wojnie z Persją 180 tysięcy ton marmuru.
Po wielkim pożarze w 1999 roku i jeszcze ponownych pożarach, zbocza tej góry, dawniej porośnięte bogatymi we florę i faunę lasami, obecnie są w większości nagie lub pokryte, w dolnych partiach, młodymi sadzonkami. Stary las zachował się jedynie od strony północno-zachodniej. Nie inaczej ma się sytuacja sąsiedniego Imittosu, głównej części masywu Parnithy oraz najmniejszego z przyateńskich szczytów – Egaleo.